# The End of Twerk
The End of Twerk je pátá epizoda páté série amerického hudebního seriálu Glee a v celkovém pořadí devadesátá třetí epizoda seriálu. Epizodu napsal Michael Hitchcock, režíroval Wendey Stanzler a poprvé se vysílala ve Spojených státech dne 14. listopadu 2013 na televizní stanici Fox. V epizodě se vrací speciální hostující hvězdy, a to Ioan Gruffudd jako herec Paolo San Pablo a Peter Facinelli jako režisér Funny Girl, Rupert Campion.

## Obsah epizody
Vedoucí sboru Will Schuester (Matthew Morrison) se rozhodne, že New Directions budou při svém vystoupení na národním kole twerkovat, aby tím vylepšili své vystoupení a pověří Jaka Puckermana (Jacob Artist) a Kitty Wilde (Becca Tobin), aby tento tanec naučili i zbytek skupiny. Mezitím Wade "Unique" Adams (Alex Newell) používá dámské toalety, ale nachytá ho při tom Bree (Erinn Westbrooke) a je tak donucen vrátit se na pánské toalety.
V New Yorku, Rachel Berry (Lea Michele) zkouší "You Are Woman, I Am Man" z Funny Girl se svým kolegou Paolem San Pablem (Ioan Gruffud) a překvapí režiséra Ruperta Campiona (Peter Facinelli), když během vystoupení má na sobě paruku, se kterou režisér po počátečním ohromení souhlasí, protože k postavě Fanny sedí. Rachel později řekne Kurtovi Hummelovi (Chris Colfer), jak bylo pro ní pozitivní, když trochu rebelovala po smrti Finna Hudsona a přesvědčí Kurta, že by si oba měli pořídit tetování.
V Limě je Sue Sylvester (Jane Lynch) zhrozena úkoly ve sboru a zakáže twerking na McKinleyově střední. Will to odmítá přijmout a vystupuje s "Blurred Lines" v doprovodu New Directions a dalšími studenty, ale nepochopí skutečný vulgární význam této písně. Sue ho vyhodí, ale on apeluje na školní radu a říká jim, že spousta tanců byla ve své době zakázána a nepochopena, ale postupně je společnost přijala. Školní rada Willa najímá zpět.
Unique je během používání chlapeckých toalet šikanována a ve frustraci zpívá "If I Were a Boy". Později požádá Sue o toalety jak pro dámy, tak i pro pány a Sue jako pomstu umístí mobilní toaletu doprostřed sborové místnosti. Will později nabídne Unique, že pokaždé, když bude potřebovat, tak jí umožní vstup na učitelskou toaletu. Když se o tom Sue dozví, tak nabízí, že dá sama Unique klíč od učitelské toalety, pod podmínkou, že Will přestane twerkovat a nebude to se sborem předvádět ani na národním kole soutěže sborů.
V New Yorku je Kurt zděšen, když zjistí, že v jeho tetování je pravopisná chyba a že Rachel si tetování udělat nenechala. Kurt později konfrontuje tatéra (Bradford Tatum), ale chyba je na Kurtově straně, protože mu to nadiktoval s chybou. Tatér nabízí Kurtovi, že mu to zdarma opraví k motivaci, aby nepřestal riskovat a Kurt má nakonec i piercing v jazyku. Ve skutečnosti si Rachel ale nechala udělat tetování, na kterém stojí "Finn".
V Limě Bree řekne Marley Rose (Melissa Benoist), že se s Jakem vyspala. Marley Jaka konfrontuje a když ji on potvrdí, že se s Bree vyspal, tak se s ním Marley rozchází a ve smutku zpívá "Wrecking Ball" ve školní hale. Následující den Will řekne sboru o své dohodě se Sue, že přestanou s twerkingem a budou se soustředit na jejich silné stránky. Na konci epizody zpívá celý sbor "On Our Way".

## Seznam písní
- "You Are Woman, I Am Man"
- "Blurred Lines"
- "If I Were a Boy"
- "Wrecking Ball"
- "On Our Way"

## Hrají
| Jacob Artist     | Jake Puckerman      |
| Melissa Benoist  | Marley Rose         |
| Chris Colfer     | Kurt Hummel         |
| Darren Criss     | Blaine Anderson     |
| Blake Jenner     | Ryder Lynn          |
| Jane Lynch       | Sue Sylvester       |
| Kevin McHale     | Artie Abrams        |
| Lea Michele      | Rachel Berry        |
| Matthew Morrison | William Schuester   |
| Alex Newell      | Wade "Unique" Adams |
| Chord Overstreet | Sam Evans           |
| Naya Rivera      | Santana Lopez       |
| Becca Tobin      | Kitty Wilde         |
| Jenna Ushkowitz  | Tina Cohen-Chang    |